# Virginie, une histoire qui sent la colle Cléopâtre
Virginie, une histoire qui sent la colle Cléopâtre est un webcomic français faisant écho au blog de son auteur, Kek. Les 73 pages furent publiées sur la toile entre le 3 et le 25 octobre 2005.
Il raconte une histoire qui s'est passée pour de vrai, celle de sa quête pour retrouver son amour de jeunesse, Virginie.
L'histoire débute donc en 1988, où Kek était encore en CM1 à Dunkerque, et se finit de nos jours.
Grâce à son succès, le webcomic a été édité en album dans la collection Shampooing chez Delcourt.

## Réception
Joseph Arrouet, sur Planète BD, juge l'album « beau et tendre comme un premier amour d’école ».